# Didinium

Didinium es un  género de ciliados.  Son carnívoros de vida libre, y se encuentran mayoritariamente en medio ambientes de agua dulce o salobre además se conocen al menos tres especies de vida marina. Su dieta se compone principalmente de Paramecium, pero algunas especies, como por ejemplo D. gargantua se alimentan de otros protistas incluyendo dinoflagelados, criptomonas y algas verdes.

## Estructura
Los Didinium poseen dos bandas ciliares llamadas pectinelas que circundan al organismo. Esto los distingue del género relacionado Monodinium, que únicamente posee una banda (excepto durante la división celular). Los Didinium utilizan las pectinelas para moverse desplazándose a través del agua mientras rotan sobre su propio eje.
Los Didinium poseen formas redondeadas, ovales o en barril y tienen un rango de longitudes que van de las 40 a las 200 micras. En el extremo anterior, poseen una estructura sobresaliente en forma de cono que encierra al citostoma o apertura de la "boca" del microorganismo, estructura que se también se encuentra en otros ciliados haptorianos. La dimensión del cono varía entre las diferentes especies.  El núcleo celular usualmente puede aparecer formando un arco curvo, en forma de U.
Los Didinium se reproducen asexualmente mediante fisión binaria, o sexualmente a través de  conjugación.

## D. nasutum
Mucho de lo que se ha descrito para este género está basado en el exhaustivo estudio de una única especie, Didinium nasutum. Un voraz predador, D. nasutum utiliza unas estructuras especializadas llamadas toxicistos (algunas fuentes se refieren a estas estructuras como triquites) para capturar y paralizar los movimientos ciliares de sus presas preferidas, los Paramecium. Una vez capturado el Paramecium, D. nasutum lo engulle entero a través de su citostoma anterior.
Cuando se produce una carencia de sus presas, D. nasutum sufre un proceso de enquistamiento recubriéndose con una cubierta protectora. Se ha demostrado que estos quistes pueden mantenerse viables durante más de 10 años. Cuando un quiste de D. nasutum es expuesto a un ambiente en el que abundan los Paramecium, desenquista. Al menos un estudio de laboratorio ha demostrado que otras condiciones pueden desencadenar el proceso de enquistamiento en D. nasutum. Entre estos gatillos se encuentran por ejemplo el aumento de productos de desecho en su medio ambiente y otros estímulos.

## Análisis filogenético
El análisis filogenético de los ciliados ha presentado un reto para los investigadores debido a la presencia de varios contenedores de material genético dentro de cada uno de estos organismos los cuales poseen una "línea germinal" de micronúcleos que contienen los genes que pasan de generación en generación y un macronúcleo "somático" que posee los genes que cada individuo está utilizando en un determinado momento. Los productos de la conjugación, la meiosis micronuclear y la fusión para formar el zigoto son seguidos por una división mitótica y la formación de un macronúcleo. A lo largo de este complejo proceso, los cromosomas experimentan muchos cambios que afectan a su composición, por lo que el análisis filogenético resulta mucho más difícil. De hecho, al menos dos artículos han llegado a la conclusión de que los Haptoria no son un grupo monofilético.